# Парк XIX століття (Перемишлянський район)
Парк XIX ст. — парк-пам'ятка садово-паркового мистецтва місцевого значення в Україні. Розташований у межах Львівського району Львівської області, в центрі міста Бібрка. 
Площа 1,5 га. Статус надано згідно з рішенням виконкому Львівської обласної ради від 9 жовтня 1984 року № 495. Перебуває у віданні: Бібрський ПМК. 
Статус надано для збереження парку, закладеного в XIX ст. 

## Світлини

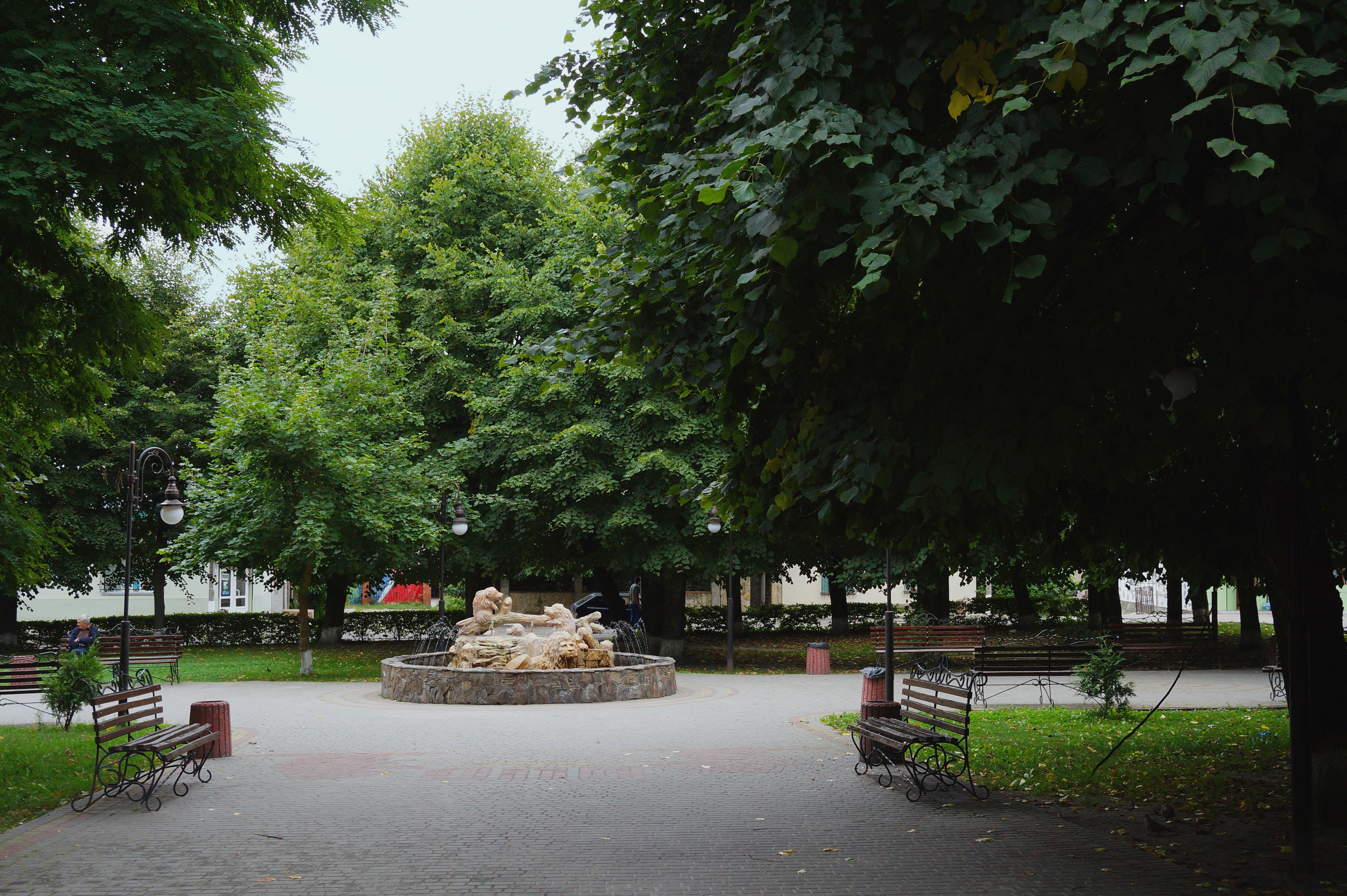
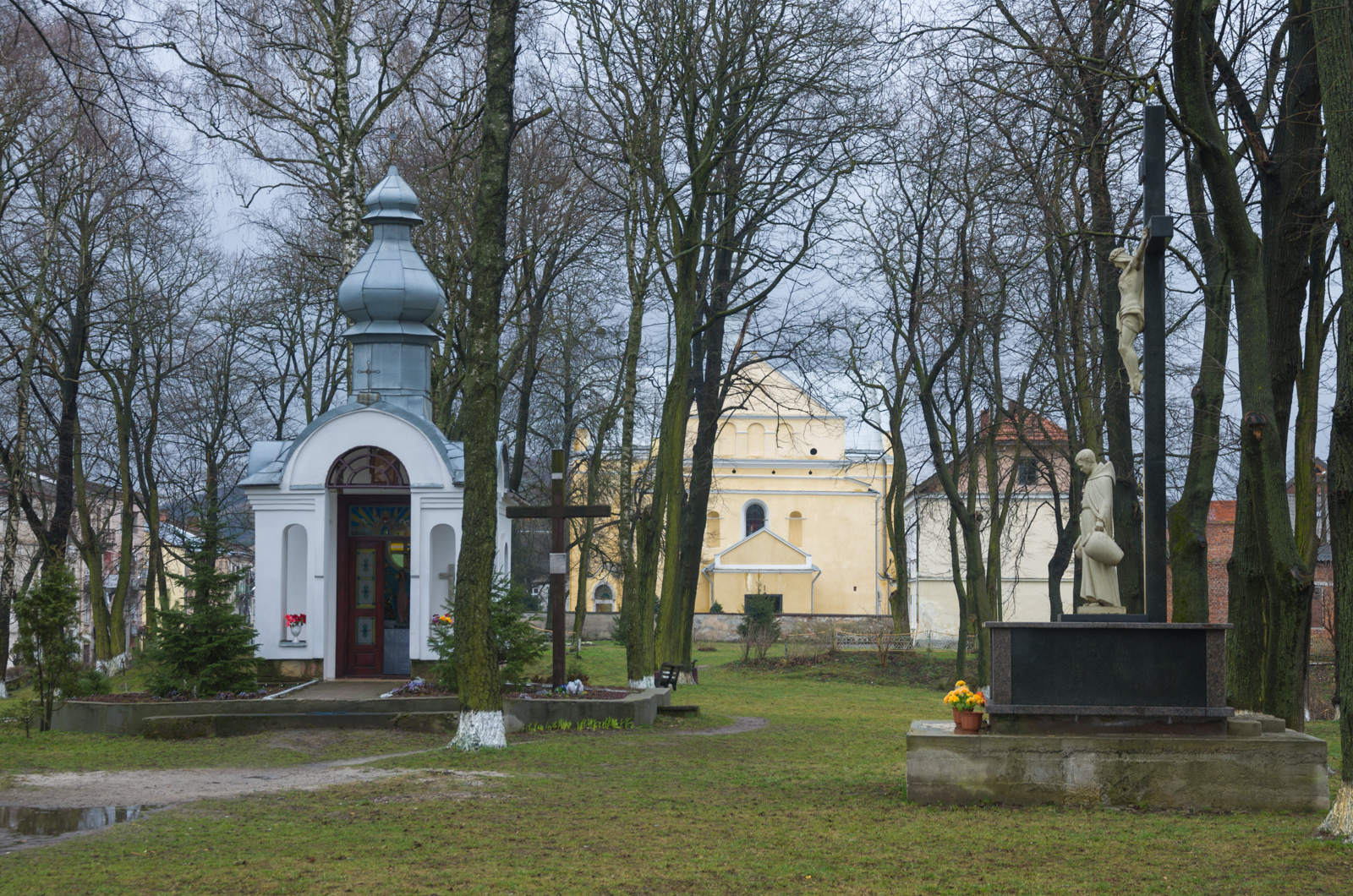
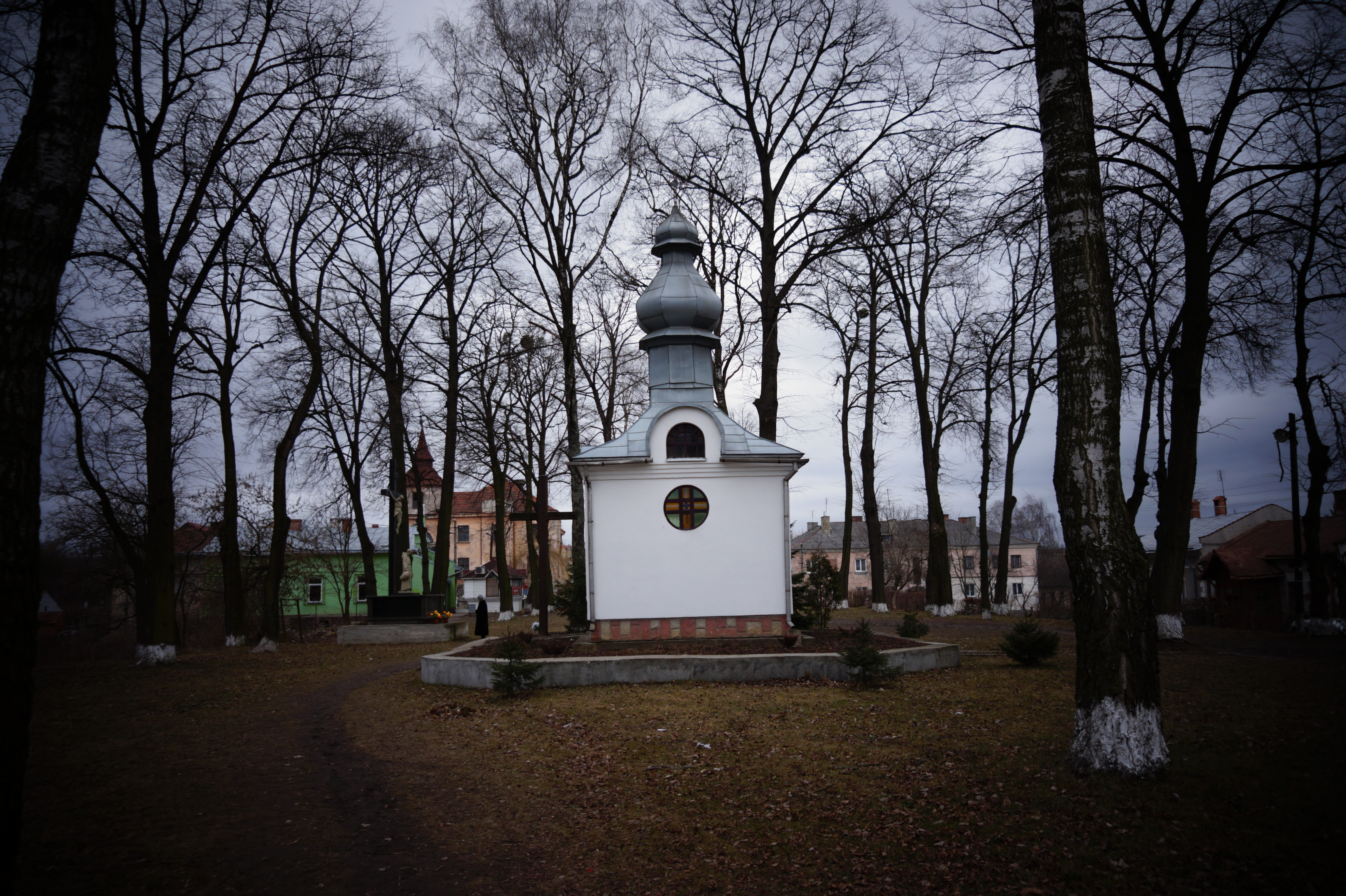
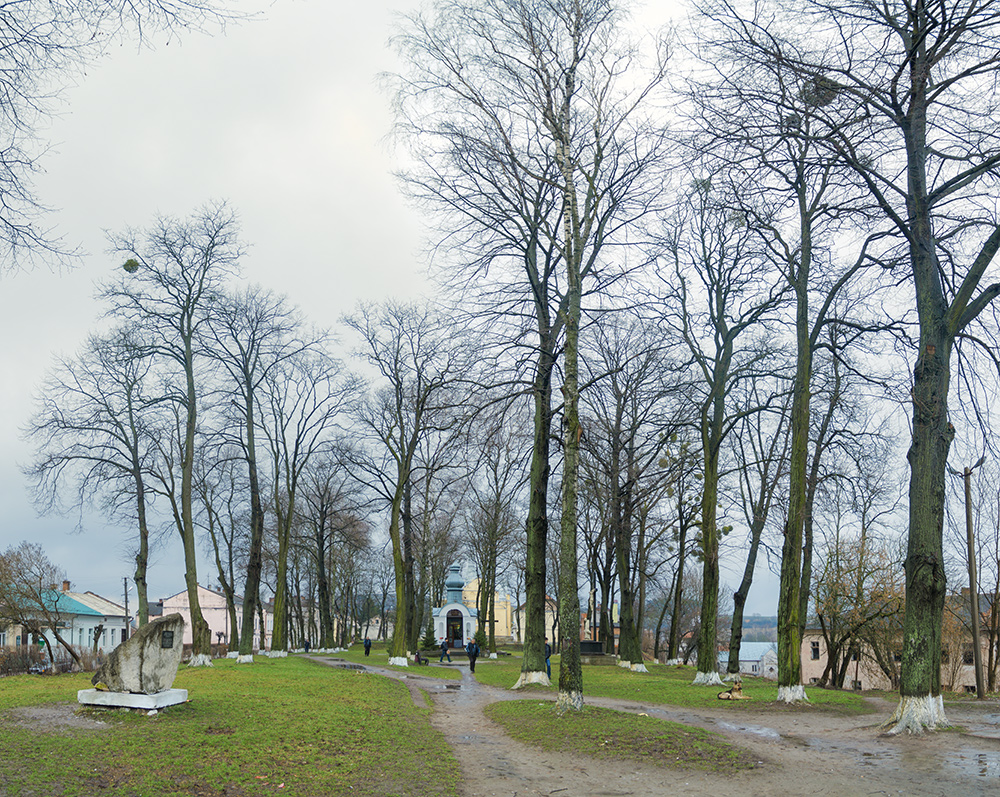